# Východočeský krajský přebor 1981/1982
V soubojích Východočeského krajského přeboru 1981/1982 se utkalo 14 týmů dvoukolovým systémem podzim – jaro. Tento ročník skončil v červnu 1982.

## Výsledná tabulka
| Poř. | Tým                           | Z  | V  | R | P  | VG | OG | B  |
| ---- | ----------------------------- | -- | -- | - | -- | -- | -- | -- |
| 1.   | TJ VCHZ Pardubice "B"         | 26 | 17 | 4 | 5  | 41 | 23 | 38 |
| 2.   | TJ Slovan Moravská Třebová    | 26 | 14 | 5 | 7  | 38 | 21 | 33 |
| 3.   | TJ Jiskra Holice              | 26 | 12 | 8 | 6  | 34 | 24 | 32 |
| 4.   | TJ Nová Paka                  | 26 | 13 | 3 | 10 | 38 | 29 | 29 |
| 5.   | TJ Slovan TMS Pardubice       | 26 | 10 | 7 | 9  | 49 | 41 | 27 |
| 6.   | TJ Lanškroun                  | 26 | 12 | 3 | 11 | 44 | 40 | 27 |
| 7.   | TJ Kolora Semily              | 26 | 12 | 2 | 12 | 36 | 41 | 26 |
| 8.   | TJ Spartak Chotěboř           | 26 | 11 | 3 | 12 | 33 | 32 | 25 |
| 9.   | TJ Světlá nad Sázavou         | 26 | 10 | 5 | 11 | 36 | 39 | 25 |
| 10.  | VTJ Jičín                     | 26 | 9  | 7 | 10 | 25 | 29 | 25 |
| 11.  | TJ Spartak Vrchlabí           | 26 | 9  | 6 | 11 | 35 | 39 | 24 |
| 12.  | TJ Osinek Kostelec nad Orlicí | 26 | 8  | 8 | 10 | 37 | 45 | 24 |
| 13.  | RH Hradec Králové             | 26 | 8  | 5 | 13 | 30 | 36 | 21 |
| 14.  | TJ Sparta Úpice               | 26 | 3  | 2 | 21 | 21 | 64 | 8  |

Poznámky:
- Z = Odehrané zápasy; V = Vítězství; R = Remízy; P = Prohry; VG = Vstřelené góly; OG = Obdržené góly; B = Body

|  | Postup do Divize C 1982/1983             |
|  | Sestup do příslušné I. A třídy 1982/1983 |